# Phytocoris nigrisignatus
Phytocoris nigrisignatus är en insektsart som beskrevs av Knight 1968. Phytocoris nigrisignatus ingår i släktet Phytocoris och familjen ängsskinnbaggar. Inga underarter finns listade i Catalogue of Life.